# Markham, Chamdo
Markham är ett härad som lyder under Chamdo i Tibet-regionen i sydvästra Kina.
Ett härad med namnet Yanjing bildades 1983 ur en del av Markam men återförenades med Markham 1999.